# Wilhelm Baldamus
Wilhelm O.H. Baldamus (* 2. Mai 1908 in Berlin; † 1991 in Leeds) war ein britischer Industriesoziologe deutscher Herkunft.
Nach Studien an den Universitäten in Berlin und Frankfurt am Main emigrierte der Schüler Karl Mannheims 1937 wegen Verfolgung durch die Nationalsozialisten nach Großbritannien. Nach langjähriger Lehrtätigkeit an der University of Birmingham (seit 1951) wurde er dort Professor für Soziologie, die Emeritierung erfolgte 1975.

## Schriften (Auswahl)
- Aussenhandel und Preisniveau. Eine theoretische Untersuchung zur Problematik des Aussenhandels. F. W. Kalbfleisch, Gelnhausen 1936 (zugleich Dissertationsschrift).
- Der gerechte Lohn. Eine industriesoziologische Analyse. Duncker & Humblot, Berlin 1960.
- Efficiency and effort. An analysis of industrial administration. Tavistock Publications, London 1961.
- The structure of sociological inference. Barnes & Noble Books, New York 1976, ISBN 0-06-490285-4.